# Estação São João do Tauape
A Estação São João do Tauape é uma estação de VLT (Veiculo Leve sobre Trilhos) pertencente a Linha Nordeste  do Metrô de Fortaleza. Se localiza no cruzamento da Via Férrea com a Rua Capitão Melo, no bairro de mesmo nome.

## Características
Estação de Superfície, com bilheterias ao nível do solo, rampa de acesso para pessoas portadoras deficiência, sistemas de sonorização. Com estrutura semelhante às demais estações, a plataforma de embarque e desembarque da estação ilha, no entanto, possui seu mobiliário todo localizado em seu eixo, garantindo um bom deslocamento por parte dos usuários nas duas extremidades da plataforma. Guarda-corpos também foram localizados nas extremidades da plataforma para garantir mais segurança, liberando apenas a área direta de embarque e desembarque.

## Acessos
Seguindo o padrão das demais estações, o acesso é feito através do bloco destinado para área para estacionamento de bicicletas, bilheteria, WCs e depósito. Neste caso, após a compra do bilhete, o usuário é conduzido através de um caminho determinado pela paginação do piso, até a passagem de nível que dá acesso à rampa e escada de entrada da plataforma de embarque e desembarque onde estão localizadas as cancelas eletrônicas de acesso.